# Sundanina xanthonota
Sundanina xanthonota är en mångfotingart som beskrevs av Carl Graf Attems 1930. Sundanina xanthonota ingår i släktet Sundanina och familjen orangeridubbelfotingar. Inga underarter finns listade i Catalogue of Life.